# Русская классика ВХЛ
«Русская классика ВХЛ» — матч регулярного чемпионата Всероссийской хоккейной лиги, проводимый на открытом воздухе.

## История
На собрании высшей лиги сезона 2011/12 было принято решение об учреждении в ВХЛ традиционной «Русской классики» — игры регулярного чемпионата Всероссийской хоккейной лиги на открытом воздухе. Считалось, что у всех лиг системы КХЛ есть своя «визитная карточка» — «Матч звёзд КХЛ», «Кубок вызова МХЛ». У Высшей хоккейной лиги главным событием сезона была принята игра на открытом воздухе.
Первую «Русскую классику ВХЛ» принимал 17 февраля 2012 года стадион «Центральный» в Красноярске. Матч прошёл между командами «Сокол» Красноярск и «Локомотив» Ярославль. Все вырученные средства от матча пошли в фонд помощи семьям жертв авиакатастрофы, произошедшей с «Локомотивом». Накануне была сыграна игра правительства Красноярского края и представителей ВХЛ. На матче «Русской классики» был установлен рекорд посещаемости ВХЛ — 16 100 зрителей. Матч завершился победой «Локомотива» 3:2. 5 раз матчи оканчивались в основное время (2012, 2014, 2015 2017 и январь 2018), 1 раз в дополнительное время (2016) и один раз в серии буллитов (декабрь 2018).

## Матчи ВХЛ на открытом воздухе
| Год                                        | Дата       | Место проведения                                 | Хозяева                | Счёт       | Гости                 | Зрителей |
| ------------------------------------------ | ---------- | ------------------------------------------------ | ---------------------- | ---------- | --------------------- | -------- |
| 2012                                       | 17 февраля | Стадион «Центральный» Красноярск                 | «Сокол» Красноярск     | 2 : 3      | «Локомотив» Ярославль | 16 100   |
| Русская классика ВХЛ 2013 — не проводилась |            |                                                  |                        |            |                       |          |
| 2014                                       | 19 января  | Стадион «Центральный» Челябинск                  | «Челмет» Челябинск     | 2 : 5      | «Лада» Тольятти       | 9200     |
| 2015                                       | 14 февраля | Стадион «Спутник» Нижний Тагил                   | «Спутник» Нижний Тагил | 0 : 4      | «Южный Урал» Орск     | 8350     |
| 2016                                       | 7 февраля  | Стадион «Химик» Тверь                            | ТХК Тверь              | 1 : 2 (ОТ) | «Буран» Воронеж       | 6350     |
| 2017                                       | 14 января  | СРК Парк Легенд Москва                           | «Динамо» Балашиха      | 1 : 3      | «Химик» Воскресенск   | 1831     |
| 2018 (январь)                              | 28 января  | Стадион «Центральный» Курган                     | «Зауралье» Курган      | 0 : 4      | «Рубин» Тюмень        | 3400     |
| 2018 (декабрь)                             | 29 декабря | Открытый каток на площади Нефтяников Альметьевск | «Нефтяник» Альметьевск | 3 : 2 (Б)  | «Торос» Нефтекамск    | 5214     |
| 2019                                       | 22 декабря | Стадион «Геолог» Тюмень                          | «Рубин» Тюмень         | 2 : 4      | «Зауралье» Курган     | 4112     |
| Русская классика ВХЛ 2020 — не проводилась |            |                                                  |                        |            |                       |          |
| Русская классика ВХЛ 2021 — не проводилась |            |                                                  |                        |            |                       |          |
| Русская классика ВХЛ 2022 — не проводилась |            |                                                  |                        |            |                       |          |
| 2023                                       | 4 ноября   | Стадион «Югра-Атлетикс» Ханты-Мансийск           | «Югра» Ханты-Мансийск  | 3 : 0      | АКМ Тула              | 4810     |
| 2024                                       | 21 декабря | Стадион «Арсенал» Тула                           | АКМ Тула               | 0 : 1      | «Рубин» Тюмень        | 4933     |